# Патус-ди-Минас
Патус-ди-Минас (порт. Patos de Minas) — муниципалитет в Бразилии, входит в штат Минас-Жерайс. Составная часть мезорегиона Триангулу-Минейру-и-Алту-Паранаиба. Входит в экономико-статистический микрорегион Патус-ди-Минас. Население составляет 133 000 человек на 2007 год. Занимает площадь 3189,006 км². Плотность населения — 43,7 чел./км².

## История
Город основан в 1868 году.

## Статистика
- Валовой внутренний продукт на 2005 год составляет 1 217 786 000,00 реалов (данные: Бразильский институт географии и статистики).
- Валовой внутренний продукт на душу населения на 2005 год составляет 8889,00 реалов (данные: Бразильский институт географии и статистики).
- Индекс развития человеческого потенциала на 2000 год составляет 0,813 (данные: Программа развития ООН).

## География
Климат местности: горный тропический.